# Новая Сазоновка
Новая Сазоновка — опустевшая деревня Ковылкинского района Республики Мордовия в составе Изосимовского сельского поселения. 

## География
Находится на расстоянии примерно 14 километров по прямой на северо-запад от районного центра города Ковылкино.

## Население
Постоянное население составляло 17 человек (русские 100%) в 2002 году, 0 в 2010 году .